# 656 (tal)
656 är det naturliga heltal som följer 655 och följs av 657.

## Matematiska egenskaper
- 656 är ett udda tal.
- 656 är ett sammansatt tal.
- 656 är ett defekt tal.
- 656 är ett Polygontal.
- 656 är ett glatt tal.
- 656 är ett palindromtal i det decimala talsystemet.
- 656 är ett palindromtal i det ternära talsystemet.

## Inom vetenskapen
- 656 Beagle, en asteroid.